# Mgławica spiralna
Mgławica spiralna – pojęcie historyczne w astronomii, używane krótko pod koniec XIX i na początku XX wieku. Nazywano tak galaktyki spiralne – ich obserwacje oraz badania ich widm ujawniały cechy umykające pojęciu mgławicy. Jednocześnie, nie znano wówczas terminu galaktyki, gdyż sądzono, że cały wszechświat zawiera się wyłącznie w Drodze Mlecznej. Stwierdzenie to zostało obalone przez amerykańskiego astronoma Edwina Hubble'a.
Pojęcia mgławicy spiralnej używano jeszcze w latach 40. XX w.